# Yara (nome)
Yara è un nome proprio di persona femminile.

## Origine e diffusione
Il nome Yara è proprio di diverse culture, con etimologie differenti. In primo luogo, può trattarsi di un nome arabo, scritto يارا in alfabeto arabo; questo è tratto dal termine persiano یار (yar), che vuol dire "amico", "aiutante". 
In secondo luogo, può trattarsi di una variante di Iara o Uiara, un nome in uso presso i Tupi del Brasile; nella mitologia tupi, Iara è uno spirito del fiume femminile che attira gli uomini in acqua per annegarli (similmente alla Lorelei o alle sirene), il cui nome significa "signora dell'acqua" (dai termini tupi y, "acqua", e îara, "signora"), o anche solo "signora". 
Nei paesi spagnoli dell'America Latina è in uso il nome Yaritza, che è una forma elaborata di uno dei due nomi sopra citati

## Onomastico
Non ci sono sante con questo nome, che quindi è adespota; l'onomastico può essere festeggiato il 1º novembre, giorno di Ognissanti.

## Persone
- Yara Amaral, attrice brasiliana

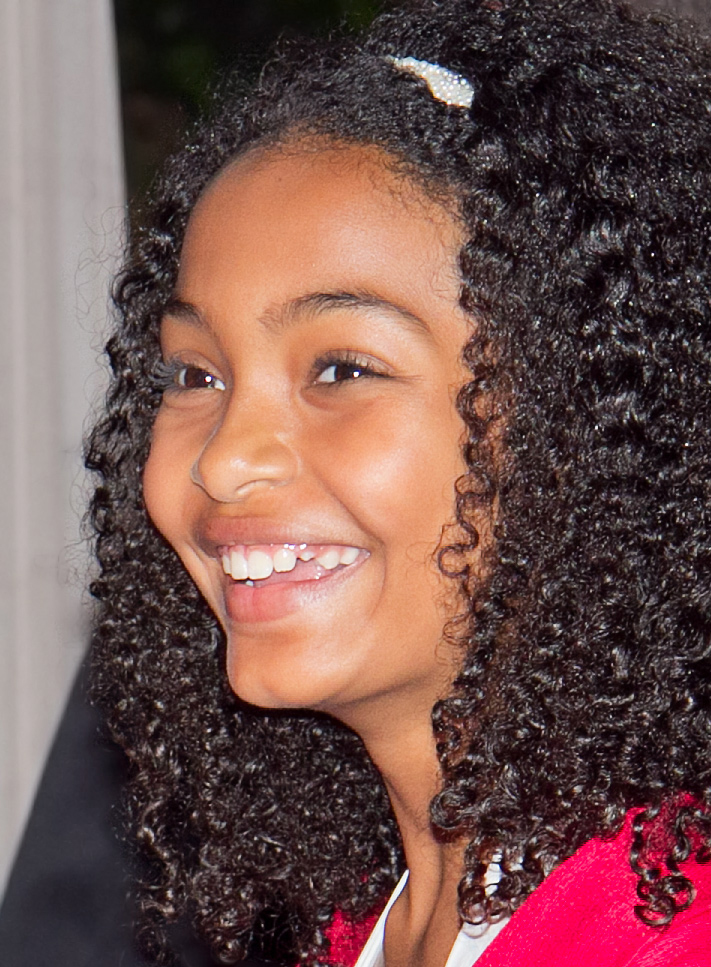
Yara Shahidi

- Yara Gambirasio, ragazza italiana vittima di un caso di cronaca nera.
- Yara Khoury-Mikhael, modella libanese
- Yara Puebla, attrice spagnola
- Yara Shahidi, attrice, modella e attivista statunitense
- Yara van Kerkhof, pattinatrice di short track olandese

### Variante Yaritza
- Yaritza Goulet, schermitrice cubana

## Il nome nelle arti
- Yara è un personaggio del film Il corsaro nero.
- Yara è una delle protagoniste della saga letteraria per l'infanzia Principesse del regno della fantasia.